# Šalabajzer
Šalabájzer je pogovorni izraz za človeka, ki svoje delo opravlja neresno, površno.  Izvira iz jezikov držav bivše Jugoslavije.

## Etimologija
Beseda izvira iz srbščine, kjer se v enaki obliki uporablja v slengu v pomenu 'kdor se rad norčuje, šali; brezdelnež, delomrznež'. Samostalnik je v srbščini izpeljan iz slengovskega glagola šalabájzati se, ki pomeni 'norčevati se', ta pa iz glagola šalabázati v pomenu 'potepati se, pohajkovati'. Besede so verjetno izpeljane iz besede šála.
Druga razlaga izraza izhaja iz nemške besede Schallabweiser v pomenu 'odbojnik zvoka'. To razlago so nekateri utemeljili s tem, da se je beseda uporabljala tudi v pomenu 'nekdo, ki mu lahko rečeš kar koli, pa se bo vse odbilo od njega, zato se ne bo nikoli ničesar naučil ali zapomnil', kar je povezano z nemško besedo za 'odbojnik zvoka'. Jezikoslovno ta razlaga zaradi naglasoslovnih in pomenoslovnih (v nemščini se ne uporablja v sorodnih pomenih) razlogov ni verjetna.